# Levantamiento de junio en Lituania
El Levantamiento de junio (en lituano: Birželio sukilimas) fue un breve período en la historia de Lituania entre la anexión soviética y la ocupación nazi a finales de junio de 1941. Aproximadamente un año antes, el 15 de junio de 1940, el Ejército Rojo ocupó Lituania y el pronto se estableció la impopular República Socialista Soviética de Lituania. La represión política y el terror se utilizaron para silenciar a sus críticos y reprimir cualquier resistencia. Cuando la Alemania nazi atacó a la Unión Soviética el 22 de junio de 1941, un segmento diverso de la población lituana se levantó contra el régimen soviético, declaró la independencia y formó un gobierno provisional de corta duración. Dos grandes ciudades lituanas, Kaunas y Vilna, cayeron en manos de los rebeldes antes de la llegada de la Wehrmacht. En una semana, el ejército alemán tomó el control de toda Lituania. Los lituanos recibieron a los alemanes como liberadores del represivo régimen soviético y esperaban que los alemanes restablecieran su independencia o al menos permitieran cierto grado de autonomía (similar a la República Eslovaca). Ese apoyo no provino de los nazis, quienes constantemente reemplazaron a las instituciones lituanas con su propia administración. El Reichskommissariat Ostland se estableció a finales de julio de 1941. Privado de todo poder real, el Gobierno Provisional fue disuelto el 5 de agosto.

## Antecedentes y preparativos

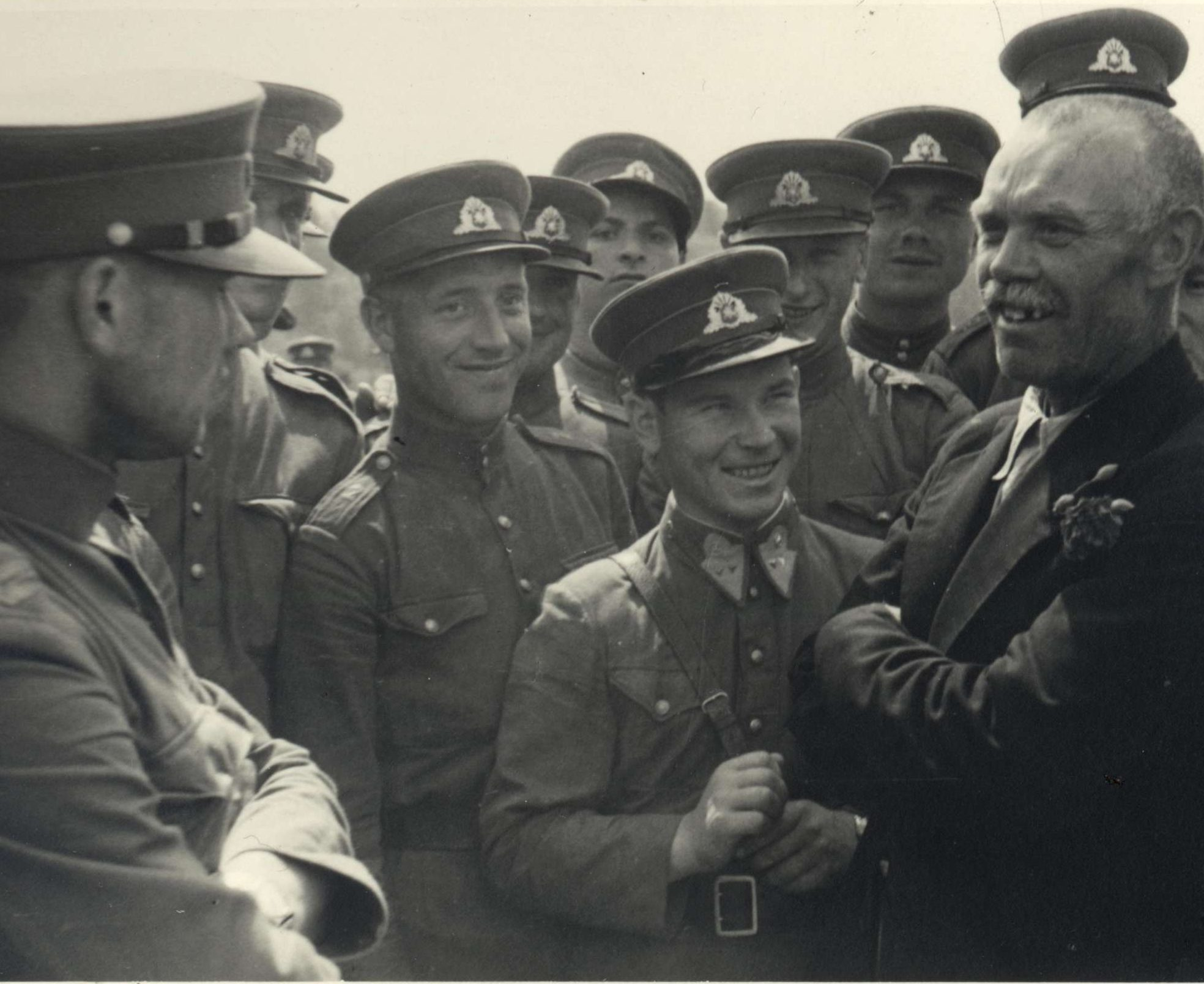
El comisario político soviético (de civil) y el miembro títere de la Seimas (con una rosa roja en la solapa de su chaqueta) anuncia a los suboficiales del Ejército Popular de Lituania que "pronto se convertirán en miembros del Ejército Rojo" en Kaunas, 1940

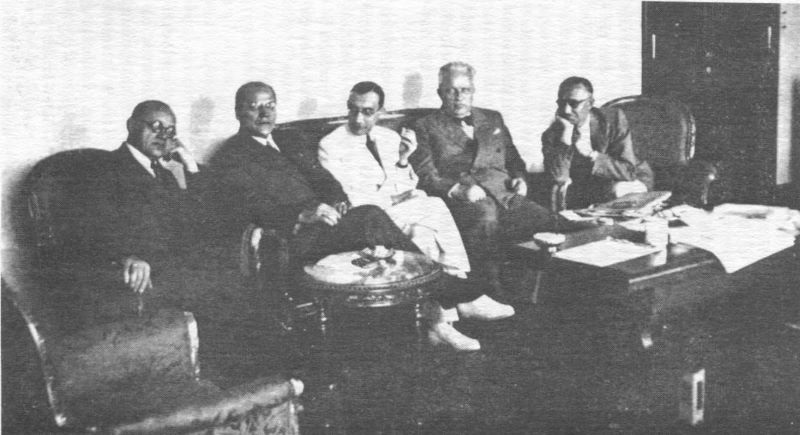
La Conferencia de Plenipotenciarios Lituanos de 1940 en Roma, que sentó las bases de la resistencia armada.

En 1918, Lituania logró la independencia después de la Primera Guerra Mundial y la revolución rusa y aseguró su condición de estado durante las guerras de Independencia de Lituania. Inicialmente antes de la Segunda Guerra Mundial, Lituania se declaró neutral y su Seimas aprobó las leyes de neutralidad.
En junio de 1940, el gobierno lituano aceptó incondicionalmente el ultimátum soviético. Lituania fue ocupada, transformada en la República Socialista Soviética de Lituania e incorporada a la Unión Soviética. Los soviéticos comenzaron a implementar varias políticas de sovietización, incluida la nacionalización de la propiedad privada y arrestos masivos de activistas políticos y otros llamados "enemigos del pueblo". Estos arrestos fueron dirigidos contra muchos políticos prominentes (por ejemplo, Aleksandras Stulginskis, Juozas Urbšys, Leonas Bistras, Antanas Merkys, Pranas Dovydaitis, Petras Klimas), funcionarios gubernamentales, oficiales militares, miembros de la Unión de Fusileros de Lituania. El Ejército de Lituania se reorganizó como el 29.º Cuerpo de Fusileros del Ejército Rojo. Los soviéticos también clausuraron todas las organizaciones culturales, religiosas y políticas no comunistas. La situación económica empeoró considerablemente y el nivel de vida disminuyó. Un año después, apenas una semana antes del levantamiento, unos 17.000 lituanos, principalmente la intelectualidad, fueron llevados con sus familias enteras y deportados a Siberia, donde muchos perecieron debido a condiciones de vida inhumanas (ver la deportación de junio). Fue el único acontecimiento importante que provocó el apoyo popular al levantamiento. Esa tragedia inicialmente también generó una predisposición positiva hacia la invasión alemana. Las personas que escaparon a las deportaciones o arrestos se organizaron espontáneamente en grupos armados, se escondieron en los bosques y esperaron un levantamiento más amplio.
El objetivo final del Frente Activista Lituano (LAF), formado en el otoño de 1940, era restablecer la independencia de Lituania. Dirigido por Kazys Škirpa desde Berlín, el LAF buscó unificar la resistencia lituana y organizar y conservar recursos para el levantamiento planeado contra los soviéticos. Actuó como una organización paraguas y muchos grupos utilizaron el nombre de LAF a pesar de que no estaban conectados con el LAF en Berlín. El LAF estableció su cuartel general político-militar en Vilna y su cuartel general organizativo en Kaunas. La comunicación y coordinación entre estos centros en Berlín, Kaunas y Vilna fue bastante pobre. La sede en Vilna sufrió mucho a causa de los arrestos por parte de los soviéticos, especialmente a principios de junio de 1941, y desapareció en gran medida. La mayoría de los activistas detenidos fueron ejecutados en diciembre de 1941 en la Unión Soviética.
En marzo de 1941, el LAF en Berlín publicaron un memorando, titulado Brangūs vergaujantieji broliai (Queridos hermanos esclavizados), con instrucciones sobre cómo prepararse para la próxima guerra entre la Alemania nazi y la Unión Soviética. Se pidió a los rebeldes que aseguraran puntos estratégicos (prisiones, ferrocarriles, puentes, centros de comunicación, fábricas, etc.), protegiéndolos de un posible sabotaje por parte del Ejército Rojo en retirada, mientras que el Cuartel General Central organizaría un Gobierno Provisional y declararía la independencia. En abril, se compiló una lista de los miembros del Gobierno Provisional, que declararía la independencia de Lituania. El puesto de primer ministro estaba reservado para Škirpa, cuatro ministros eran de Vilna, seis de Kaunas y uno de Berlín. Los miembros representaban un amplio espectro de partidos políticos de antes de la guerra y, como tales, afirmaban representar a la mayoría del pueblo lituano. Se ha sugerido que no todos los Ministros designados conocían los nombramientos propuestos en el Gobierno Provisional. El 14 de junio, las autoridades nazis en Berlín insistieron en que Škirpa y sus activistas no formaran ningún gobierno ni hicieran declaraciones públicas sin su aprobación previa. Škirpa estuvo de acuerdo con esto, pero tenía muy poco control sobre los activistas en la propia Lituania.

## Levantamiento de junio

### Avances alemanes y retirada soviética
Artículo principal: Operación Barbarroja

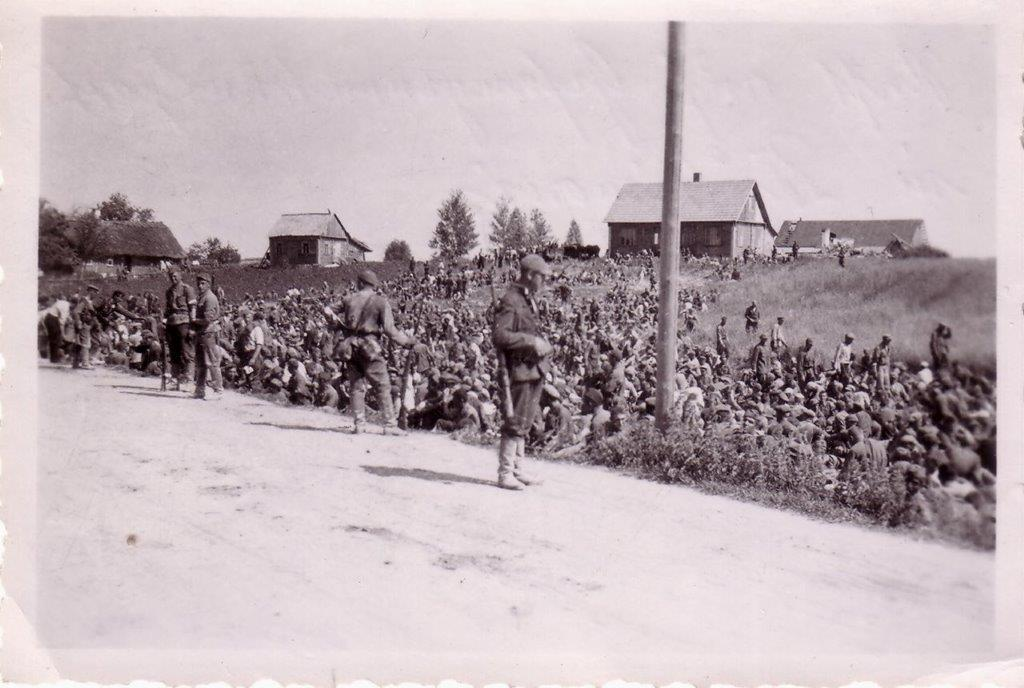
Prisioneros de guerra soviéticos bajo el control de los rebeldes lituanos en el este de Lituania.

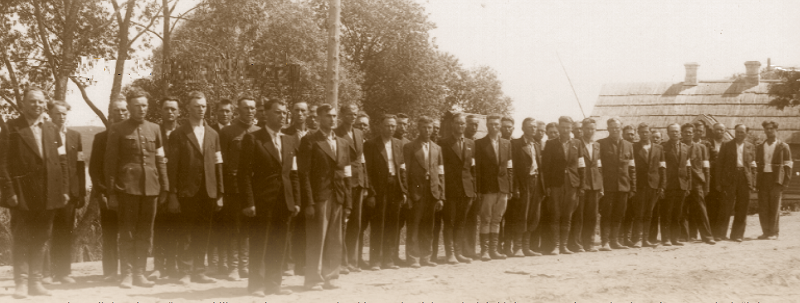
Rebeldes lituanos alineados (LAF) con sus distintivos brazaletes blancos.

A las 3:15 a. m. del 22 de junio, el territorio de la República Socialista Soviética de Lituania fue invadido por dos grupos de ejércitos alemanes que avanzaban: el Grupo de Ejércitos Norte, que se apoderó del oeste y norte de Lituania, y el Grupo de Ejércitos Centro, que se apoderó de la mayor parte de la Región de Vilna. Los alemanes reunieron unas 40 divisiones, 700.000 soldados, 1.500 tanques y 1.200 aviones para el ataque a la República Socialista Soviética de Lituania. Los soviéticos tenían alrededor de 25 divisiones, 400.000 soldados, 1.500 tanques y 1.344 aviones en el Distrito Militar del Báltico. 7 divisiones de fusileros y 6 motorizadas del 8.º y 11.º Ejércitos estaban ubicadas dentro del territorio lituano.

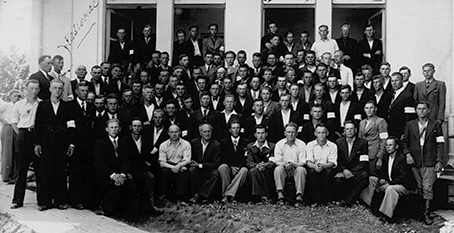
Rebeldes lituanos (LAF) en Vabalninkas, Lituania.

Los primeros ataques fueron realizados por la Luftwaffe contra aeropuertos, aeródromos y ciudades lituanas (Kėdainiai, Raseiniai, Karmėlava, Panevėžys, Jurbarkas, Ukmergė, Šiauliai y otras). Estos ataques se cobraron la vida de unos 4.000 civiles. La mayoría de los aviones de las fuerzas aéreas soviéticas fueron destruidos en tierra (322 aviones se perdieron en el aire frente a 1.489 destruidos en tierra). Los alemanes avanzaron rápidamente y encontraron solo una resistencia esporádica de los soviéticos cerca de Kaltinėnai, Raseiniai, Šiauliai y la ayuda de los lituanos. En la batalla de Raseiniai, los soviéticos intentaron un contraataque, reforzado por tanques, pero sufrieron grandes pérdidas. En una semana, los alemanes sufrieron 3.362 bajas, pero controlaron toda Lituania. Las pérdidas soviéticas fueron cuantiosas y no se conocen con precisión; las estimaciones los sitúan entre 12 y 15 divisiones. El Ejército Rojo también perdió la mayor parte de los aviones estacionados allí, tanques, artillería y otros equipos.

#### Atrocidades alemanas y soviéticas
A pesar de la actitud generalmente amistosa de los lituanos, los alemanes llevaron a cabo acciones de castigo. Por ejemplo, 42 civiles de la aldea de Ablinga fueron asesinados en respuesta a las muertes alemanas: después de que dos guardias alemanes en Alytus fueran disparados por perpetradores desconocidos, los nazis dispararon a 42 rebeldes lituanos. El terror en Alytus continuó hasta el día siguiente: los alemanes seleccionaron hombres de entre 15 y 50 años y los ejecutaron en grupos de 20 a 25.
Sin embargo, el Ejército Rojo en retirada cometió muchas más atrocidades. Aproximadamente 4.000 prisioneros políticos y criminales, arrestados tras la anexión a la URSS, iban a ser transportados a la Unión Soviética. El NKVD organizó masacres de prisioneros en Rainiai, Pravieniškės, Panevėžys. Se han identificado un total de 40 lugares de asesinatos en masa en Lituania. Muchos otros murieron en el camino a las cárceles soviéticas. La mayor masacre de este tipo tuvo lugar cerca de Chervyen en la actual Bielorrusia. Una lista de víctimas del NKVD en Lituania, compilada durante la ocupación nazi, incluye a 769 personas que no participaron en el levantamiento.

### Revuelta lituana

#### Kaunas
El levantamiento comenzó en la madrugada del 22 de junio de 1941, el primer día de la guerra. Las principales fuerzas del LAF se concentraron en Kaunas. A las 10 a. m., el LAF celebró una reunión en Žaliakalnis, dividiendo las responsabilidades. Se decidió que el objetivo principal no es luchar con los soviéticos, sino asegurar la ciudad (es decir, organizaciones, instituciones, empresas) y declarar la independencia. En la noche del 22 de junio, los lituanos controlaban el Palacio Presidencial, la oficina de correos, estaciones de teléfono y telégrafo, las estaciones de radio y el radioteléfono. El control de la telefonía permitió a los lituanos desconectar todos los números comunistas conocidos y hablar entre ellos sin contraseñas ni códigos. La estación de radio fue saboteada por los soviéticos, por lo que se realizaron trabajos de reparación durante la noche del 22 al 23 de junio. Los repuestos fueron entregados por estudiantes de medicina, conduciendo una ambulancia. A pesar de los temores de la insuficiencia de las fuerzas lituanas que custodiaban la radio, en la mañana del 23 de junio, Leonas Prapuolenis leyó la declaración de independencia de Lituania y la lista de miembros del Gobierno Provisional. La transmisión se repitió varias veces en lituano, alemán y francés.
En la mañana del 23 de junio de 1941, los rebeldes asaltaron las armerías soviéticas en Šančiai, Panemunė y Vilijampolė. Ahora armados, los lituanos se esparcieron por toda la ciudad. El puente Vilijampolė sobre el río Neris recibió una atención especial por parte de los rebeldes, ya que esperaban que los alemanes entraran en la ciudad a través de este puente. Cuando los lituanos llegaron al puente, ya estaba preparado con explosivos. 40 tropas soviéticas y tres vehículos blindados protegieron el puente y esperaron el momento adecuado para detonarlo. Cuando los soviéticos se retiraron poco después de enfrentarse al fuego lituano, Juozas Savulionis corrió hasta el centro del puente, cortó los cables y así lo salvó de la destrucción. A su regreso, Savulionis fue asesinado a tiros por el fuego soviético, convirtiéndose en una de las primeras víctimas del levantamiento.
Los puentes sobre el río Niemen fueron destruidos prematuramente por los soviéticos en retirada. Esto obligó a las unidades del Ejército Rojo en Suvalkija a eludir Kaunas y posiblemente salvó a los rebeldes de la ciudad. La Fábrica Metalas se convirtió en la sede de los rebeldes de Šančiai, que intentaron evitar que los soldados soviéticos cruzaran el río Niemen en barcos o construyeran un puente de pontones. Durante estas luchas murieron alrededor de 100 rebeldes, 100 soldados soviéticos (incluidos varios oficiales) fueron hechos prisioneros y se capturó un gran botín de equipo (incluidos tres tanques que nadie sabía cómo operar). Otros grupos aseguraron comisarías, tiendas, almacenes, intentaron restablecer el orden general en la ciudad. Los rebeldes organizaron apresuradamente su propia policía y liberaron a unos 2.000 presos políticos. También organizaron la publicación del diario Į laisvę (Hacia la libertad). El comandante de la 188.ª División de Fusileros del Ejército Rojo, el coronel Piotr Ivanov informó al personal del 11.º Ejército que durante la retirada de su división a través de Kaunas "los contrarrevolucionarios locales de los refugios dispararon a propósito y con severidad al Ejército Rojo, los rebaños sufrieron grandes pérdidas de soldados y militares equipo".
El 24 de junio de 1941, se ordenó a las unidades de tanques del Ejército Rojo en Jonava que retomaran Kaunas. Los rebeldes llamaron por radio a los alemanes para pedir ayuda. Las unidades fueron bombardeadas por la Luftwaffe y no llegaron a la ciudad. Fue la primera acción coordinada lituano-alemana. Los primeros exploradores alemanes, el teniente Flohret y cuatro soldados, entraron en Kaunas el 24 de junio y lo encontraron en manos amigas. Un día después, las principales fuerzas entraron en la ciudad sin obstáculos y casi en forma de desfile. El 26 de junio, el mando militar alemán recibió la orden de disolver y desarmar a los grupos rebeldes. Dos días después, los guardias y patrullas lituanos también fueron relevados de sus funciones.
Según el autorregistro de julio, había unos 6.000 rebeldes, organizados espontáneamente en 26 grupos en Kaunas. Los grupos más grandes fueron de 200 a 250 hombres. El total de víctimas lituanas en Kaunas se estima en 200 muertos y 150 heridos.

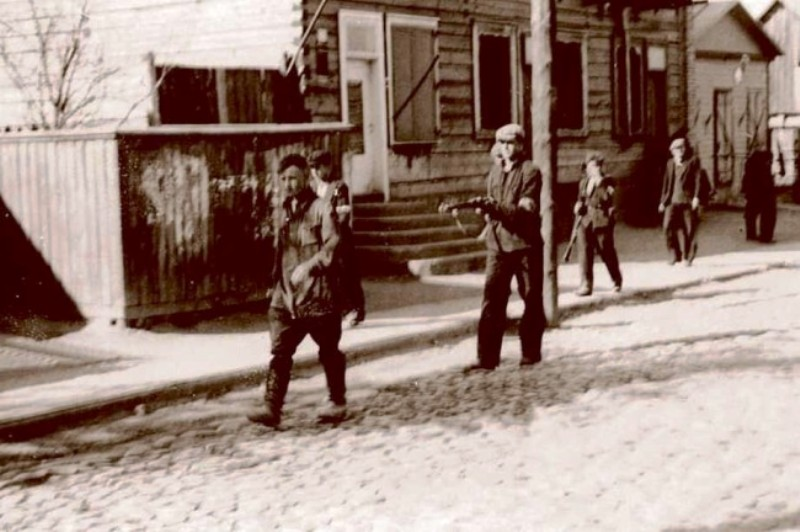
Activistas del LAF acompañando a un comisario del Ejército Rojo arrestado en Kaunas.
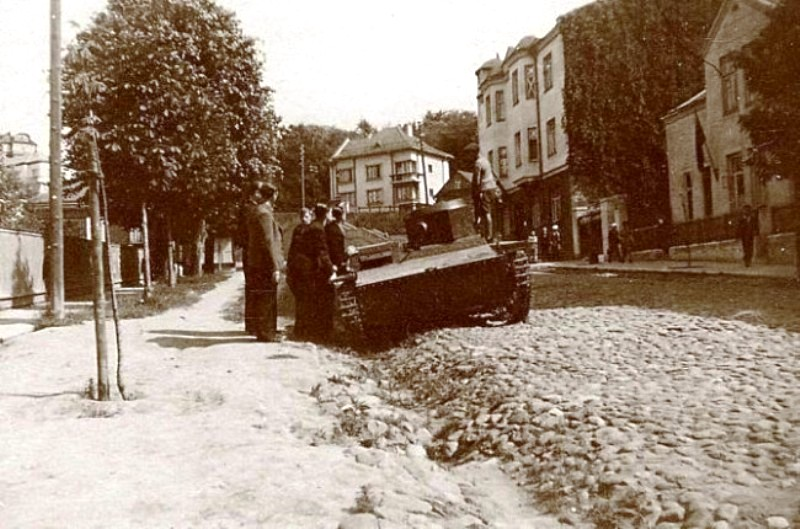
Activistas del LAF inspeccionan un tanque T-38 del Ejército Rojo en Kaunas.
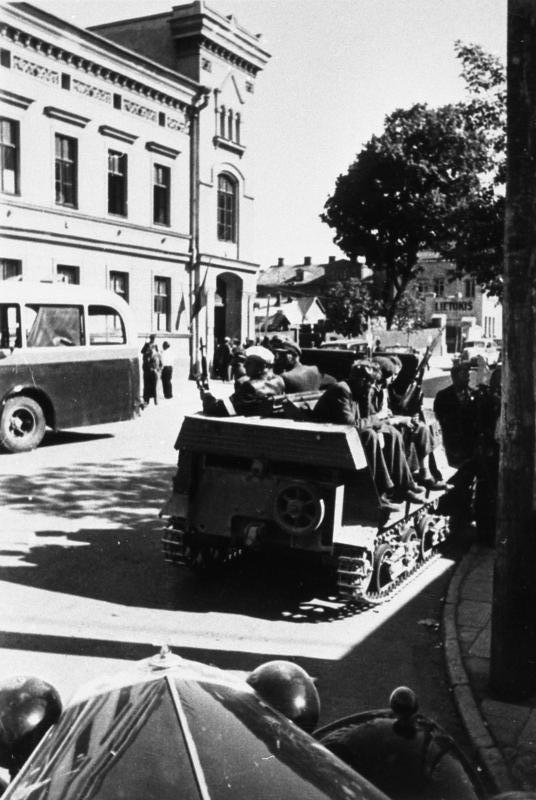
Activistas lituanos en Kaunas el 25 de junio de 1941.
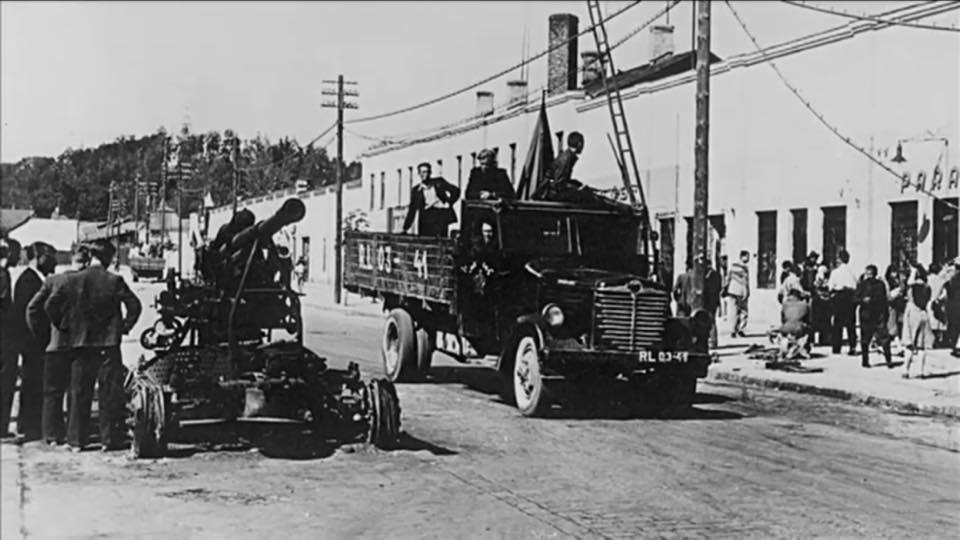
Activistas lituanos en Šančiai, en Kaunas.
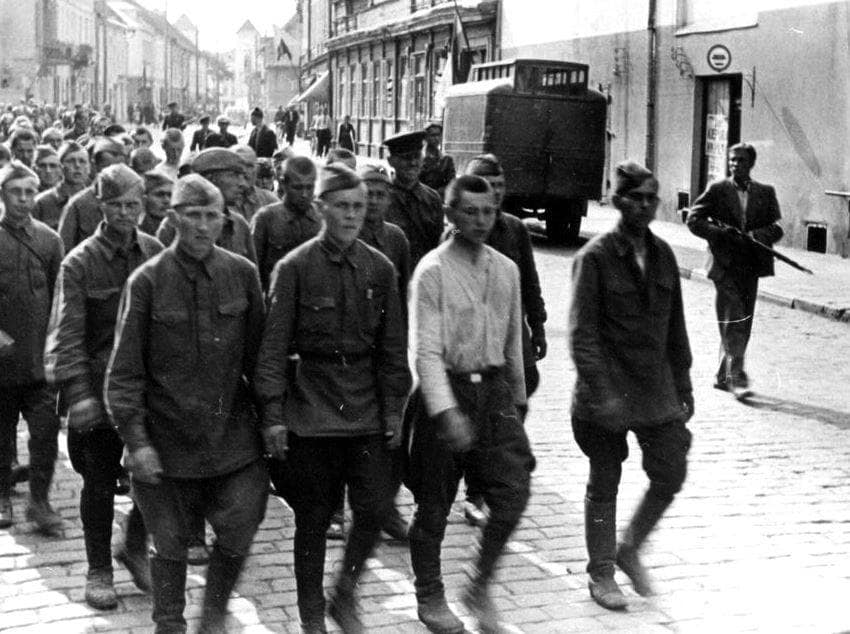
Rebeldes lituanos guían a los soldados desarmados del Ejército Rojo en Kaunas.

#### Vilna
En Vilna, el LAF (comandado por Vytautas Bulvičius) había sido desmantelado por los arrestos soviéticos justo antes de la guerra y los lituanos formaban solo una pequeña minoría de la población de la ciudad. Por lo tanto, el levantamiento fue de menor escala y comenzó el 23 de junio. Los rebeldes tomaron el control de la oficina de correos, la estación de radio y otras instituciones, e izaron la bandera lituana sobre la Torre de Gediminas. Fue relativamente fácil tomar el control de Vilna ya que la mayoría de las unidades del Ejército Rojo estaban ubicadas fuera de ella y se retiraron con bastante rapidez. Las primeras unidades alemanas entraron en la ciudad el 24 de junio. La 7.ª División Panzer, comandada por Hans Freiherr von Funck, esperaba que el Ejército Rojo resistiera en Vilna e hizo planes para bombardear la ciudad.
Había entre 7.000 y 8.000 lituanos étnicos en el 29.º Cuerpo de Fusileros, formado después de la disolución del ejército lituano en 1940. La mayoría de ellos desertaron y empezaron a reunirse en Vilna a partir del 24 de junio. La 184.ª División de Fusileros, desplegada cerca de Varėna, fue una de las primeras en enfrentarse al avance de los alemanes. Aprovechando el caos entre los oficiales soviéticos, los lituanos se separaron del cuerpo principal con pocas pérdidas y se reunieron en Vilna. Solo 745 soldados de la 184.ª División de Fusileros llegaron a la Unión Soviética. La 179.ª División de Fusileros recibió la orden de retirarse de Pabradė - Švenčionėliai hacia Pskov. El 27 de junio, la división cruzó la frontera lituana y los soldados lituanos se amotinaron. Al menos 120 lituanos murieron en varios tiroteos mientras intentaban desertar. Aproximadamente entre 1.500 y 2.000 soldados (de 6.000) de la 179.ª División de Fusileros llegaron a Nével. Los lituanos esperaban que estos desertores formaran el núcleo del nuevo ejército lituano; sin embargo, las tropas se organizaron en batallones de policía y los alemanes las emplearon para satisfacer sus necesidades, incluida la perpetración del Holocausto.

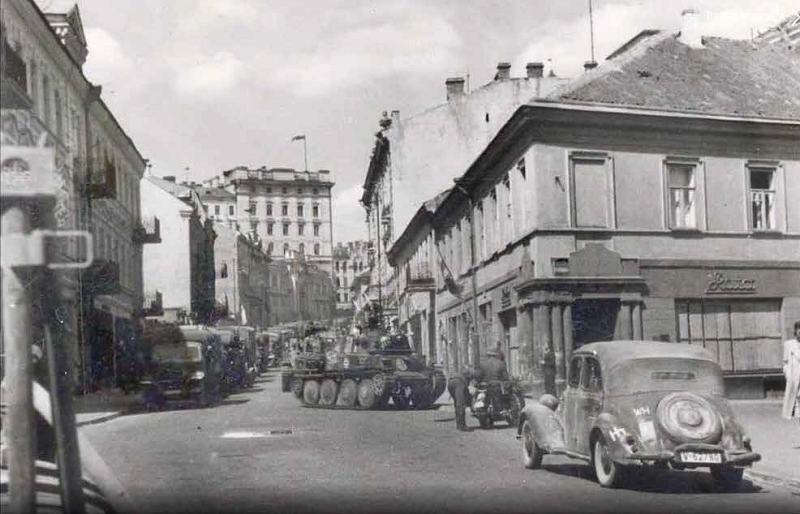
Edificios en Vilna con las banderas tricolores lituanas.
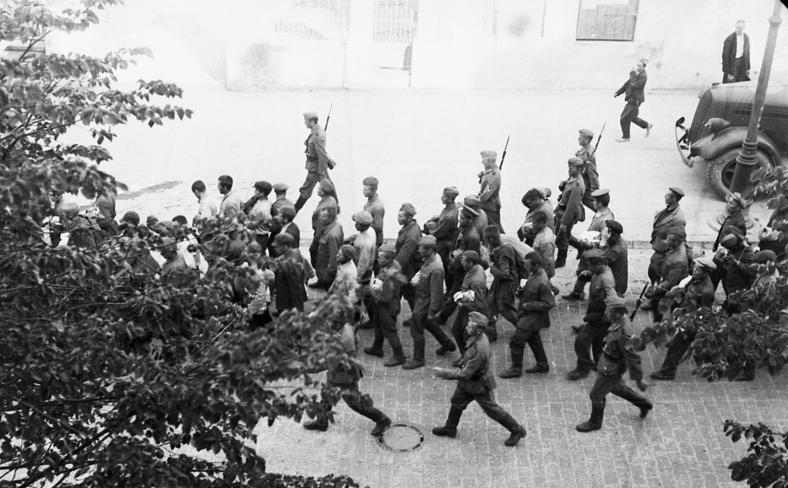
Prisioneros de guerra soviéticos escoltados por soldados alemanes en Vilna, junio - julio de 1941.
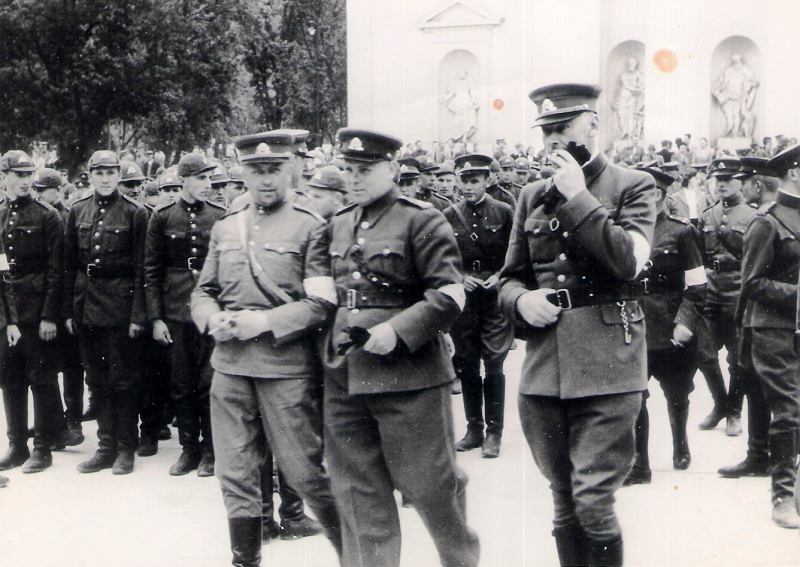
Rebeldes lituanos (LAF) y soldados del ejército lituano en la Plaza de la Catedral, en Vilna, después de que la ciudad fuera liberada de los soviéticos.
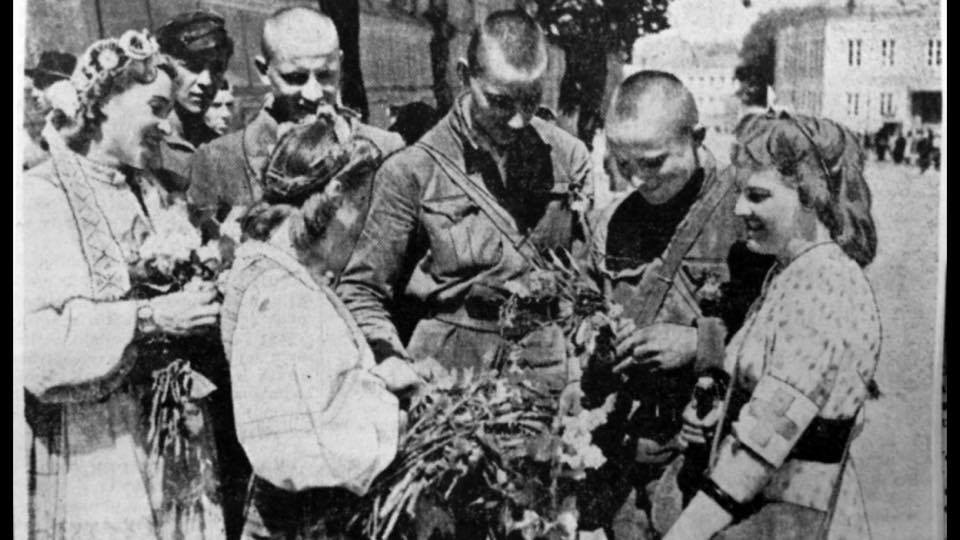
Soldados lituanos, liberados del antiguo cuerpo lituano del Ejército Rojo, calurosamente recibidos en Vilna.
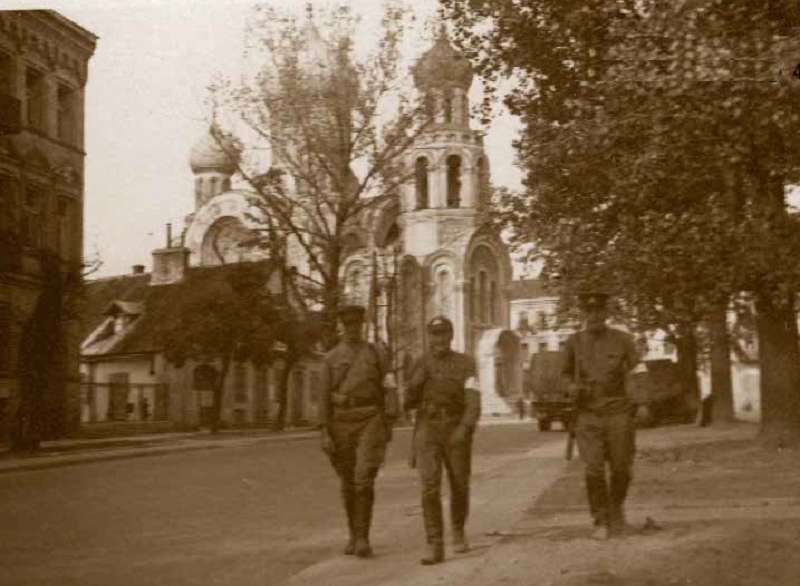
Rebeldes lituanos (LAF) patrullando las calles de Vilna.

#### Otros lugares

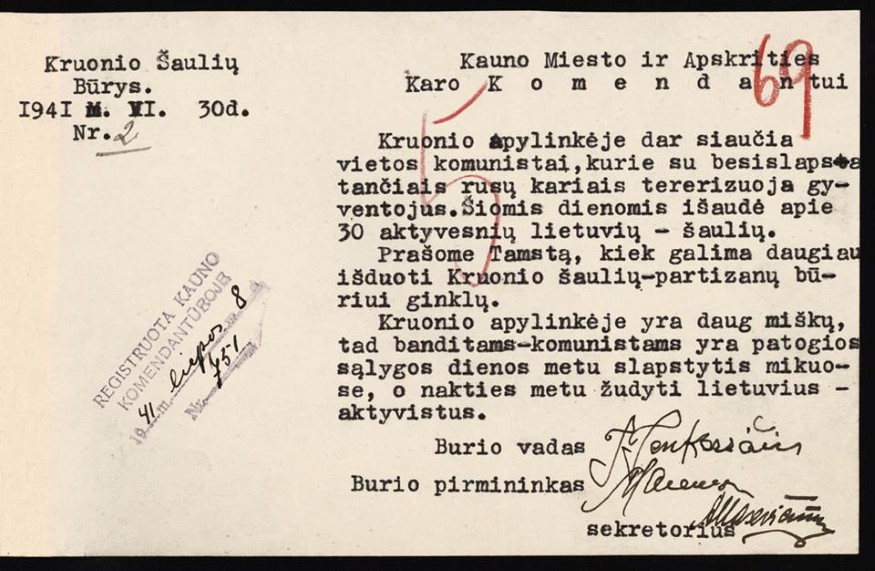
Los miembros de la Unión de Fusileros de Lituania en Kruonis solicitan más armas para luchar con los comunistas y los soldados soviéticos que están aterrorizando a los residentes locales.

El levantamiento se extendió a otras ciudades, pueblos y aldeas. El nivel de las actividades rebeldes varió mucho y el levantamiento fue menos organizado, más espontáneo y caótico. Los hombres se unieron al levantamiento a pesar de que nunca habían oído hablar del LAF ni de la resistencia organizada en Kaunas. En la mayoría de las áreas, los rebeldes siguieron el patrón establecido en Kaunas y Vilna: tomar el control de las instituciones locales (lo más importante, la policía) y asegurar otros objetos estratégicos. Los rebeldes también arrestaron a activistas soviéticos, liberaron a presos políticos e izaron las banderas lituanas. La falta de armas y municiones se sintió en casi todas partes; la principal forma de obtener armas era desarmar a las tropas soviéticas rendidas. Los rebeldes más activos estaban en los distritos de Švenčionys, Mažeikiai, Panevėžys y Utena. En algunas áreas, como Šiauliai, no hubo actividades rebeldes notables. Una vez que los alemanes entraban en un asentamiento, desarmaban a los rebeldes. Sin embargo, algunas instituciones locales (policía, varios comités) establecidas de facto por los rebeldes fueron luego legalizadas de iure.
Durante la era soviética, los rebeldes fueron perseguidos y el levantamiento fue censurado en los libros de historia. Las memorias y estudios publicados principalmente por lituano-estadounidenses inflaron el número total de activistas lituanos a 90.000 o 113.000 y las bajas a 2.000 o 6.000. Después de que Lituania recuperó la independencia en 1990 y se dispuso de nuevos documentos, los historiadores han revisado las estimaciones a 16.000-20.000 participantes activos y 600 bajas. La mayoría de los rebeldes eran hombres jóvenes, de entre 18 y 25 años. Las pérdidas soviéticas se estiman en 5.000 hombres.

## Independencia y Gobierno Provisional
Artículo principal: Gobierno Provisional de Lituania
| "¡Atención! ¡Atención! Al habla Kaunas. Lituania independiente. Declaración de restauración de la independencia de Lituania. El gobierno provisional formado de la Lituania recién renacida declara que está restaurando el estado libre e independiente de Lituania. Frente a la conciencia pura de la En todo el mundo, el joven estado de Lituania promete con entusiasmo contribuir a la organización de Europa sobre una nueva base. La nación lituana, atormentada por el brutal terror bolchevique, decidió construir su futuro sobre la base de la unidad nacional y la justicia social".—- Leonas Prapuolenis, el primer anuncio del Gobierno Provisional a través de la radio de Kaunas recién capturada. |

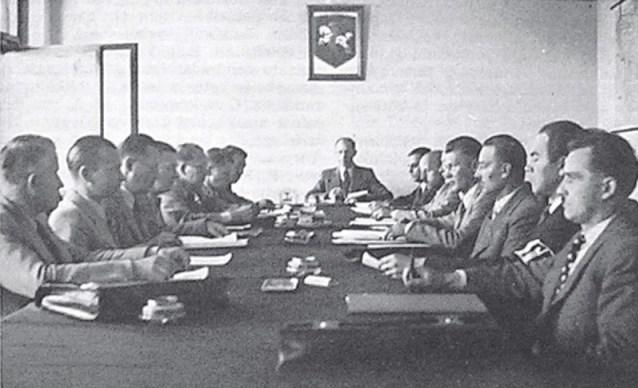
Una sesión del Gobierno Provisional de Lituania bajo la presidencia de Juozas Ambrazevičius.

El 23 de junio de 1941 a las 9:28 AM el Tautiška giesmė, el himno nacional de Lituania, se escuchó en la radio de Kaunas. Leonas Prapuolenis, miembro del LAF, leyó la declaración de independencia Atstatoma laisva Lietuva (Restauración de Lituania libre). Prapuolenis anunció los miembros del Gobierno Provisional y también pidió al pueblo que protegiese la propiedad pública y privada, a los trabajadores que organizasen la protección de las fábricas, instituciones públicas y otros objetivos importantes, y a los policías que patrullaran sus territorios preservando el orden público en general. El mensaje se repitió varias veces en lituano, alemán y francés.
La primera reunión del Gobierno Provisional tuvo lugar el 24 de junio. El activista del LAF Juozas Ambrazevičius reemplazó a Kazys Škirpa, quien estaba bajo arresto domiciliario en Berlín, como Primer Ministro. El nuevo gobierno intentó tomar el control total del país, establecer la independencia proclamada y comenzar una campaña de dessovietización. Durante sus seis semanas de existencia, se promulgaron más de 100 leyes, algunas preparadas con anticipación, que tratan de la desnacionalización de tierras, empresas y bienes raíces, restauración de unidades administrativas locales, formación de la policía y otras cuestiones. El gobierno no tenía poder en la región de Vilna, bajo el control de un grupo de ejércitos diferente. Con la esperanza de sobrevivir, el gobierno cooperó plenamente con las autoridades nazis.

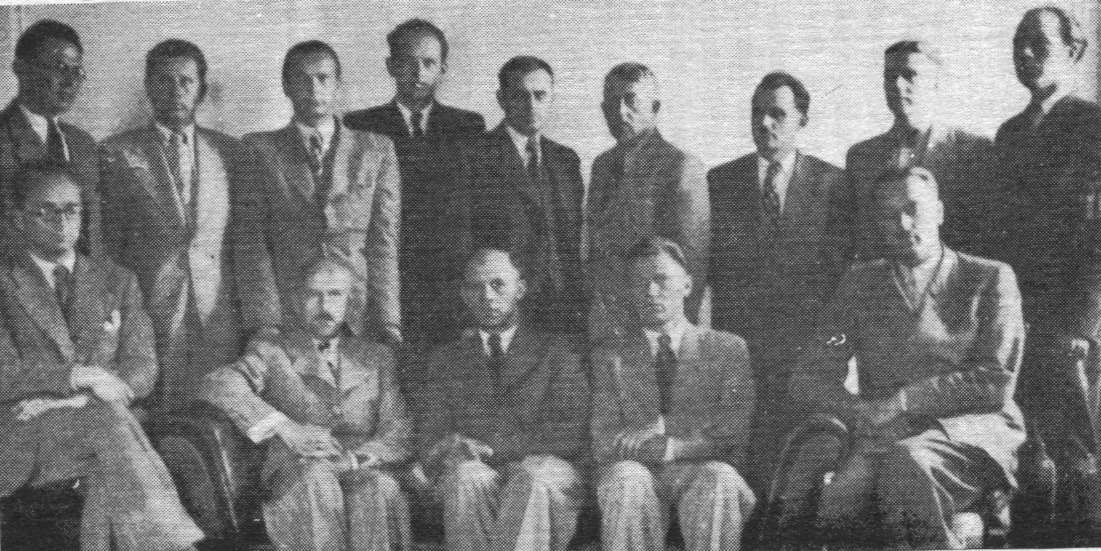
Participantes de la última sesión del Gobierno Provisional.

Los alemanes no reconocieron al nuevo gobierno, pero tampoco tomaron ninguna medida para disolverlo por la fuerza (a diferencia del gobierno de Stepán Bandera en Ucrania). Al principio, la administración militar alemana toleró las actividades del gobierno, ya que no intentó tomar el control de las instituciones civiles. El Reichskommissariat Ostland, la Administración Civil Alemana (Zivilverwaltung) se estableció el 17 de julio. En lugar de usar la fuerza bruta, la Administración Civil eliminó lentamente los poderes del gobierno (por ejemplo, no permitió imprimir sus decretos en periódicos o transmitir anuncios de radio) y suplantó sus instituciones, lo que obligó al Gobierno Provisional a disolverse o convertirse en una institución títere. Dispuesto a cooperar si eso significaba reconocimiento y algo parecido a la autonomía, el gobierno no accedió a convertirse en un instrumento de la ocupación alemana. El gobierno se autodisolvió el 5 de agosto después de firmar una protesta contra las acciones alemanas de usurpar los poderes del gobierno lituano.

## Consecuencias y controversias

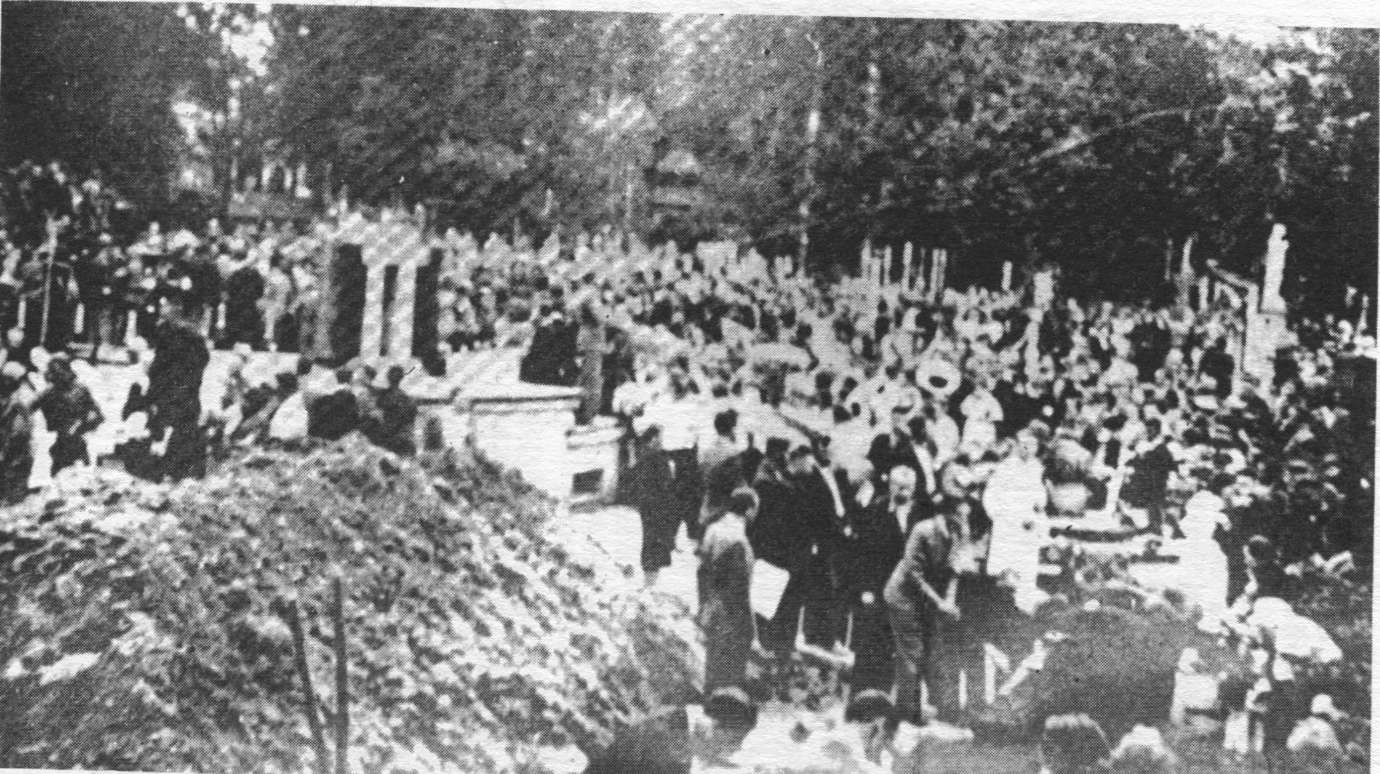
Funeral de las víctimas del Levantamiento de junio en Kaunas el 26 de junio de 1941.

La usurpación de la vida pública continuó después de la caída del Gobierno Provisional. El Frente Activista Lituano fue prohibido en septiembre de 1941 y algunos de sus líderes fueron transportados a campos de concentración. En diciembre también se prohibió el último partido legal de Lituania, el Partido Nacionalista Lituano pronazi. La mayoría de las leyes aprobadas por el Gobierno Provisional seguían siendo declaraciones en papel. Sin embargo, un par de leyes que se referían a elementos que no tenían interés inmediato para los alemanes, incluida la administración local y la educación, tuvieron un efecto algo duradero. El gobierno dejó una administración local desarrollada, con personal lituano. Eso permitió cierta resistencia pasiva cuando las órdenes alemanas desde arriba podrían ser bloqueadas por la parte inferior. Por ejemplo, los lituanos se resistieron al reclutamiento en una división de las Waffen-SS, las cuotas de trabajo forzoso en Alemania o la germanización de las escuelas lituanas.
A pesar del fracaso en el establecimiento de la independencia y los magros resultados a largo plazo, el levantamiento fue un acontecimiento importante. Como resumió Kazys Škirpa en sus memorias, el levantamiento demostró la determinación del pueblo lituano de tener su propio estado independiente y disipó el mito de que Lituania se unió a la Unión Soviética voluntariamente en junio de 1940. El levantamiento también contribuyó a avances alemanes inusualmente rápidos contra la Unión Soviética: Pskov fue alcanzada en 17 días. Los acontecimientos de junio de 1941 también provocaron algunas controversias. En ese momento, los diplomáticos lituanos en el extranjero, incluidos el expresidente Antanas Smetona y Stasys Lozoraitis, describieron el levantamiento como "inspirado por los nazis". Estas declaraciones podrían haber sido en un intento de persuadir a Estados Unidos, Gran Bretaña y otras potencias occidentales de que Lituania no era un aliado de los nazis. Se critica al Gobierno Provisional por sus consignas y decretos antisemitas, en particular el Žydų padėties nuostatai (Reglamento sobre el estatuto de los judíos) del 1 de agosto. Su unidad militar, los Tautinio Darbo Apsaugos Batalionas (TDA), pronto fueron empleados por los Einsatzkommando y el Rollkommando Hamann en las ejecuciones masivas de judíos lituanos en el Fuerte Séptimo de la Fortaleza de Kaunas y en las provincias. Sobrevivientes judíos y autores acusan a miembros del LAF, especialmente en Kaunas pero también en otras ciudades, de excesos indiscriminados y espantosos contra los residentes judíos, a menudo antes de que los nazis llegaran para tomar el control, sobre todo caracterizado por el pogromo de Kaunas.